# Takaharu Tezuka
Takaharu Tezuka (手塚 貴晴, Tezuka Takaharu), né le 23 février 1964, est un  architecte japonais.

## Biographie
Né à Tokyo en 1964, Takaharu Tezuka étudie l'architecture à l'institut de technologie de Musashi ainsi qu'à l'université de Pennsylvanie. Il se rend ensuite à Londres pour étudier au sein de l'agence « Richard Rogers Partnership ».
En 1994, il fonde avec sa femme, Yui Tezuka, son cabinet « Tezuka Architects » installé à Tokyo. Parmi les projets de Tezuka Architects figurent le Roof House, le musée des sciences naturelles de Echigo-Matsunoyama, le Fuji Kindergarten and Woods of Net. Parmi les prix récents qu'ils ont reçus citons le prix de l'Institut japonais des architectes (2009), Association for Children's Environment Design Award (2011) et le OECD/CELE 4th Compendium of Exemplary Educational Facilities (2011).
Le travail du couple souligne l'activité humaine et la connectivité comme on le voit dans leurs écoles, immeubles de bureaux et hôpitaux.

### Chronologie
- 1964 : Naissance à Tokyo
- 1987 : B.Arch., Institut de technologie de Musashi
- 1990 : M.Arch., Université de Pennsylvanie
- 1990-1994 :  Richard Rogers Partnership Ltd.
- 1994 : Création de l'agence Tezuka Architects
- 1996-2003 : Professeur adjoint à l'Institut de technologie de Musashi
- 2005, 06 : Professeur invité à l'académie d'été de Salzbourg
- 2006 : Professeur invité à l'Université de Californie, Berkeley
- 2009 : Professeur à l'université de la ville de Tokyo

### Principales réalisations
- 1996 - Soejima Hospital
- 1999 - Wood Deck House
- 2000 - Megaphone House
- 2000 - Kawagoe Music Apartment
- 2001 - Roof House
- 2001 - Balcony House
- 2001 - Wall-less House
- 2002 - Saw Roof House
- 2003 - Matsunoyama Natural Science Museum
- 2003 - Engawa House
- 2003 - TOYOTA L&F HIROSHIMA
- 2003 - House to catch the sky Ⅲ
- 2005 - Visionary Arts,Tokyo
- 2005 - Floating Roof House
- 2006 - Eaves House
- 2006 - Sandou house
- 2006 - Observatory Room House
- 2006 - My Own Sky House
- 2007 - Cloister House
- 2007 - Fuji Kindergarten
- 2007 -House to Catch the Sunlight
- 2007 - Kanjoin Kannondo
- 2007 - Kumejima Eef Beach Hotel
- 2007 - House to Catch the Hill
- 2007 - Wilful Townhouse
- 2007 - House to Catch the Sea
- 2007 - GRV
- 2007 - Temple to catch the forest
- 2009 - Woods of Net
- 2009 - Pitched Roof House
- 2009 - Drawer House
- 2009 - Umbrella House
- 2010 - House of Ship
- 2010 - Snail House
- 2011 - Step House in a Shopping Street
- 2011 - Ring Around a Tree
- 2011 - OG Giken Tokyo branch
- 2012 - OG Giken Kyushu branch
- 2012 - House to Catch the Mountain
- 2012 - Deck House
- 2012 - Asahi Kindergarten
- 2012 - Yamamotochou Fuji Kindergarten
- 2013 - Child Chemo House
- 2013 - Chigaski Zion Christian Church/Mihato Kindargarten

### Expositions
- 1994–2004 : Japan-Poland: New Architecture
- 2004 : Biennale de Venise
- 2005 : Aichi expo, Japon
- 2006 : Gallery Ma, Japon
- 2006 : Biennale de Londres
- 2007 : Inax Gallery, Tokyo
- 2009 : Deutsches Architektur Museum Exhibition, Francfort
- 2010 : Contemplating The Void : Interventions In The Guggenneim Museum, New York
- 2010 : JapanLisztRaiding, Autriche
- 2013 : Carnegie International

### Prix et distinctions
- 1997 - Ministry of International Trade and Industry, Good Design Gold Prize (Soejima Hospital)
- 1998 - Architectural Institution of Japan,Annual Architectural Commendations (Soejima Hospital)
- 2002 - Prix Yoshioka de l'Institut d'architecture du Japon (Roof House)
- 2002 - Yoshioka Foundation (Roof House)
- 2003 - Architectural Institution of Japan, Annual Architectural Commendations (Roof House)
- 2003 - Good Design Prize, Japan Industrial Design Organization, (Styrene foam sofa)
- 2004 - Good Design Prize, Japan Industrial Design Organization (Hounancho "L" Condominium)
- 2004 - Ecobuild Award, Ecobuild Japan (Echigo-matsunoyama Museum of Natural Science)
- 2004 - the Architectural Review (Echigo-matsunoyama Museum of Natural Science)
- 2005 - Architectural Institution of Japan, Annual Architectural Commendations (Matsunoyama Natural Science Museum)
- 2007 - Ministry of Economy, Trade and Industry, Interaction Design Prize (Fuji Kindergarten)
- 2007 - Ministry of Economy, Trade and Industry, Kids Design Gold Prize (Fuji Kindergarten)
- 2007 - Association for Children's Environment, ACE Award Design Category (Fuji Kindergarten)
- 2007 - Design for Asia Grand Award (Fuji Kindergarten)
- 2007 - Highly Commended, the Architectural Review (Fuji Kindergarten)
- 2008 - Architectural Institution of Japan Prize (Fuji Kindergarten)
- 2009 - The Japan Institute of Architects Prize, the Japan Institute of Architects (Fuji Kindergarten)
- 2009 - The Architecture Award, Asia Pacific Property Awards 2009 (Fuji Kindergarten)
- 2011 - Association for Children's Environment Design Award (Woods of Net)
- 2011 - The Best of All, OECD/CELE 4th Compendium of Exemplary Educational Facilities (Fuji Kindergarten)
- 2013 - Association for Children's Environment Design Award (Asahi Kindergarten)
- 2013 - Architectural Institution of Japan, Annual Architectural Commendations (Ring Around a Tree)
- 2017 - Global Award for Sustainable Architecture[6]

### Publications
- Tezuka, Takaharu et Yui Tezuka. Takaharu + Yui Tezuka, Architecture Catalogue, Tokyo : TOTO Publishing, 2006.
- Tezuka, Takaharu et Yui Tezuka. Takaharu + Yui Tezuka, Architecture Catalogue 2, Tokyo : TOTO Publishing, 2009.
- Tezuka, Takaharu et Yui Tezuka. Takaharu + Yui Tezuka, NOSTALGIC FUTURE ERINNERTE ZUKUNFT, Paul Andreas and Peter Cachola Schmal, Berlin : Die Deutsche Bibliothek, 2009.
- Tezuka, Takaharu et Yui Tezuka, ROOFLESS ARCHITECTURE / Summer Academy Salzburg, Miyako Nairz, Salzbourg : Huttegger, 2008.
- Tezuka, Takaharu et Yui Tezuka, FLOORLESS ARCHITECTURE / Summer Academy Salzburg, Miyako Nairz, Salzbourg : Huttegger, 2008.

## Source de la traduction
- (en) Cet article est partiellement ou en totalité issu de l’article de Wikipédia en anglais intitulé « Takaharu Tezuka » (voir la liste des auteurs).